# Machimus hisamatsui
Machimus hisamatsui är en tvåvingeart som beskrevs av Motozi Tagawa 1981. Machimus hisamatsui ingår i släktet Machimus och familjen rovflugor. Inga underarter finns listade i Catalogue of Life.